# 斑長鱸
斑長鱸，為輻鰭魚綱鱸形目鱸亞目鮨科的其中一種，分布於太平洋的日本、韓國、夏威夷群島海域，棲息深度100-400公尺，體長可達21.7公分，為底棲性魚類，屬肉食性，生活習性不明。

## 擴展閱讀
維基物種上的相關：斑長鱸